# Guy Bouchard d'Aubeterre
 Guy Bouchard d'Aubeterre (mort le 18 novembre 1558) est un ecclésiastique français qui fut évêque de Périgueux de 1554 à 1558, avant d'abjurer le catholicisme au profit du protestantisme.

## Biographie
Guy est le fils de Louis, seigneur d'Aubeterre, et de Marguerite de Mareuil de Villebois. C'est Jacques d'Albon de Saint-André qui propose à Henri II de France Guy, abbé commendataire de l'abbaye Saint-Sauveur d'Aubeterre, pour recevoir en commande l’évêché de Périgueux. Il est confirmé par une bulle pontificale du pape Jules III du 7 décembre 1553. Lors de son entrée officielle le 9 juin 1554, il jure fidélité au Roi et au Consulat de la Ville. Dès le 24 juin suivant, il nomme comme vicaire général son cousin François de Pompadour, lui aussi parent du maréchal de Saint-André. Il fait son entrée solennelle le 21 avril 1555.
Tout laisse à penser que l'évêque apostasie et rejoint le protestantisme. Il se retire non pas à Genève comme son neveu François Bouchard, mais en Angoumois avec sa concubine, Tiphaine Perrot. Leurs deux fils naturels, Pierre, futur seigneur des Plassons, et François sont légitimés en février 1559, peu après la mort de leur père le 18 novembre 1558.